# Fårö
Fårö je mali, poljoprivredni otok sjeverno od otoka Gotlanda, Švedska, drugi najveći otok koji pripada švedskoj pokrajini Gotland.
Otok ima površinu od oko 111.35 km², od čega 9.5 km² pripada vodama - uglavnom močvarama.
Poznati švedski redatelj Ingmar Bergman živio je i umro na Fåröu, a slavni političar i premijer Švedske Olof Palme je svoje praznike provodio na otoku.

## Dijelovi otoka

### Svjetionik
Na sjeveroistočnom dijelu otoka smješten je svjetionik. Njegova visina je 30 m, a građen je od 1846 do 1847. 

### Langhammar
Langhammar je poluotok i prirodni rezervat na sjeverozapadu.

### Digerhuvud
Na ovom dijelu otoka smješten je rezervat s ribičkim selom Helgumannen.

### Sudersand
Duga, pješčana plaža Sudersand je na sjeveroistoku, a posjećena je od turista.